# Watukumpul (Watukumpul)
Watukumpul is een plaats en bestuurslaag (kelurahan) in het onderdistrict (kecamatan) Watukumpul in het regentschap Pemalang van de provincie Midden-Java, Indonesië. Watukumpul telt 4.151 inwoners (volkstelling 2010).